# Belo Polje (okręg raski)
Belo Polje (cyr. Бело Поље) – wieś w Serbii, w okręgu raskim, w gminie Raška. W 2011 roku liczyła 17 mieszkańców.